# Goemul
Goemul (괴물?, lett. "Mostro"; titolo internazionale Beyond Evil) è una serie televisiva sudcoreana trasmessa su JTBC dal 19 febbraio al 10 aprile 2021.

## Trama
Due uomini senza paura, Lee Dong-sik e Han Joo-won, infrangono la legge per catturare un serial killer. Nel corso della scoperta dell'identità del colpevole, mettono in dubbio l'innocenza di tutte le persone coinvolte nel caso, compresi loro stessi.